# Джеймс Стърлинг (математик)
 Тази статия е за математика.  За архитекта вижте Джеймс Стърлинг.  
Джеймс Стърлинг е шотландски математик.
Роден е на 11 май (стар стил) 1692 г. и е третият син на Арчибалд Стърлинг. За ранните му години не се знае много, но през 1717 г. е приет в Balliol College към Оксфордския университет със стипендии. Първоначално е освободен от клетва за вярност към британската корона, тъй като е привърженик на крал Джеймс II от династията на Стюартите, но след бунта от 1715 г. това право му е отнето и отказът да положи клетвата води до това, че губи стипендиите. Остава в Оксфорд до 1717 г., но не успява да завърши.
Същата година публикува първия си труд – Lineae Tertii Ordinis Neutonianae, посветен на посланика на Венецианската република Николо Трон, който допълва теория на Нютон. Самият Нютон получава копие от него.
През лятото на 1717 г. Стърлинг придружава Трон при връщането си във Венецианската република, като му е обещана академична длъжност, но това не се случва. Няма много информация за дейността му там освен изучаването на математика. По време на престоя си написва Methodus Differentialis Newtoniana Illustrata – друг значителен труд в областта на математиката, и го изпраща чрез Нютон на Британското кралско научно дружество.
Към 1722 г. Стърлинг вече е в Глазгоу, а в края на 1724 или началото на 1725 г. започва работа като учител в Лондон. С помощта на Нютон става член на Британското кралско научно дружество.
В свой труд от 1730 г. математикът за първи път използва формулата за изчисляване на факториели на големи числа, която по-късно бива наречена на негово име:
{\displaystyle n!\cong ({\frac {n}{e}})^{n}{\sqrt {2\pi {}n}}}.
Умира на 5 декември 1770 г.